# Solniki Wielkie (gmina)
Solniki Wielkie – dawna gmina wiejska istniejąca w latach 1945–1954 w woj. wrocławskim (dzisiejsze woj. dolnośląskie). Siedzibą władz gminy były Solniki Wielkie.
Gmina Solniki Wielkie powstała po II wojnie światowej na terenie tzw. Ziem Odzyskanych (tzw. II okręg administracyjny – Dolny Śląsk). 28 czerwca 1946 gmina – jako jednostka administracyjna powiatu oleśnickiego – weszła w skład nowo utworzonego woj. wrocławskiego.
Według stanu z 1 lipca 1952 gmina składała się z 17 gromad: Bogusławice, Gręboszyce, Kijowice, Ligota Wielka, Nowa Ligota Nowoszyce, Smolna, Solniki Małe, Solniki Wielkie, Strzałkowa, Świerzyna, Wądoły, Wszechświęte, Wyszogród, Zarzysko, Zawidowice i Zbytowa. Gmina została zniesiona 29 września 1954 wraz z reformą wprowadzającą gromady w miejsce gmin. Jednostki nie przywrócono 1 stycznia 1973 wraz z kolejną reformą reaktywującą gminy.